# گمینا ستاره بابیتسه
گمینا ستاره بابیتسه (به لهستانی:  Gmina Stare Babice) یک گمینا در لهستان است که در شهرستان وارساف وست واقع شده‌است. گمینا ستاره بابیتسه ۶۳٫۴۹ کیلومتر مربع مساحت و ۱۷٬۵۹۳ نفر جمعیت دارد.